# Chi porteresti su un'isola deserta?
Chi porteresti su un'isola deserta? (¿A quién te llevarías a una isla desierta?) è un film spagnolo del 2019 diretto da Jota Linares.
Il film, tratto dall'opera teatrale omonima scritta da Jota Linares e Paco Anaya, è stato presentato alla XXII edizione del Festival del cinema di Malaga e pubblicato il 12 aprile 2019 sulla piattaforma streaming Netflix

## Trama
Marcos, Marta, Celeste ed Eze sono quattro coinquilini che hanno vissuto insieme per otto anni. Marcos è studente di medicina, Marta ha intrapreso la carriera di ballerina, Celeste quella di attrice e Eze studia cinema e scrive saggi. Inoltre, Marcos e Marta sono fidanzati.
Dopo questi anni di convivenza insieme in un appartamento fatiscente, arrivano finalmente alcune svolte nella vita dei alcuni dei protagonisti: Marcos vuole infatti trasferirsi a Toledo per continuare a studiare nella clinica universitaria, Eze ha vinto una borsa di studio a Londra per continuare a studiare cinema, Marta vuole trasferirsi con Marcos a Toledo poiché ha ricevuto una proposta di insegnamento in una scuola locale. Il giorno in cui decidono di abbandonare la casa, si ritrovano di fronte a una realtà cruda, fatta di sogni e successi, ma anche di fallimenti e di cambiamenti repentini. Durante la loro ultima notte insieme, dopo aver festeggiato la fine della convivenza in discoteca bevendo e facendo uso di sostanze, tornano a casa e si mettono a giocare insieme ad un gioco proposto da Celeste: rispondere alla domanda "Chi porteresti con te su un'isola deserta, nel caso in cui ci fosse un'esplosione che spazzasse via tutto eccetto noi quattro?". Ognuno sceglie due compagni da portare con sé dando anche le motivazioni della scelta. Poi il divertimento durante il gioco viene interrotto per via di Marta che fa una citazione del saggio scritto da Eze, la quale non viene approvata né da Marcos né da Celeste, ritenendola banale. Eze, alquanto offeso, accusa Marta di aver spiato il suo saggio senza averglielo chiesto, facendo calare una grande tensione nel gruppo. Eze poi dà una svolta al gioco, chiedendo di portare una sola persona tra i coinquilini nell'isola deserta, chiedendo ripetutamente di rispondere a Marcos, che aveva scelto Marta e Eze.
Marta se ne va da casa perché vuol rimediare al danno fatto andando a comprare un piccolo pensiero per Eze. In sua assenza i tre restanti litigano con veemenza: infatti Marcos, dopo ripetute richieste di risposta alla domanda da parte di Eze, dice che non vuole più giocare e se ne va in camera sua, Eze allora accende lo stereo ad alto volume mettendo su una canzone per allietare la serata, Marcos torna infuriato dalla stanza spegnendo lo stereo e qui Celeste capisce la motivazione: infatti Marcos e Eze hanno una relazione omosessuale tenuta nascosta agli altri. Durante i rapporti infatti Marcos e Eze tenevano alta la musica per non farsi scoprire. Il gruppo inizia così a sgretolarsi: Celeste accusa Eze, perché lui sapeva che lei è sempre stata infatuata di lui, ed accusa Marcos di aver tenuto nascosta la relazione, Marcos risponde dicendo che la sua carriera da attrice va avanti solo perché Celeste fa prestazioni sessuali gratuite alle persone che la assumono. Marta torna e viene messa al corrente della situazione. Eze e Marcos escono sul tetto dell'edificio tentando di trovare una soluzione, invano. Il giorno successivo le vite dei quattro coinquilini si separano, rompendo anche quel legame di amicizia che si era creato.
Dopo cinque anni i protagonisti hanno intrapreso vite differenti. Eze e Celeste si incontrano casualmente per le strade di Madrid, parlano delle loro nuove vite, raccontando anche di aver incontrato gli altri due ex-coinquilini, concludendo il film con una probabile riconciliazione implicita.